# Intercontinental Exchange
Intercontinental Exchange (ICE) — сеть бирж и клиринговых палат для финансовых и товарных рынков в США, Канаде и Европе, крупнейший в мире оператор срочного рынка, где торгуются фьючерсные контракты на все виды базовых активов: энергоносители, валюты, дорогих металлы и пр., на торговых площадках которых сосредоточено 50 % мировых объёмов торгов фьючерсными контрактами на нефть и нефтепродукты. На ICE определяются эталонные цены для ряда биржевых товаров, например, на нефть марки Brent или на сельскохозяйственную культуру канолу.
В ноябре 2013 года регулирующие органы США одобрили ICE приобретение NYSE Euronext, что сделало ICE не только крупнейшим мировым биржевым холдингом, но и оператором самого большого рынка акций в мире.
Штаб-квартира биржи расположена в Атланте, штат Джорджия (США).

## История биржи
Основатель ICE Джеффри Спрэтчер в конце 90-х приобрел Continental Power Exchange, на базе которой начал развивать прозрачный и эффективный онлайн-рынок внебиржевых контрактов на энергоресурсы. Уже в мае 2000 года Спрэтчер запустил Intercontinental Exchange при поддержке крупнейших в мире энергетических трейдеров Goldman Sachs, Morgan Stanley, British Petroleum, Total, Shell, Deutsche Bank и Societe Generale. Тогда эта торговая площадка фокусировалась на внебиржевой торговле энергоносителями: очищенной и неочищенной нефтью, природным газом, электричеством, и пр.
В 2001 г. ICE купила International Petroleum Exchange (IPE, Международная нефтяная биржа в Лондоне) за $ 67,5 млн. На тот момент IPE, специализируясь на фьючерсных и опционных контрактах на энергоносители, выступала бенчмарком для определения текущей стоимости нефти и её фракций. После слияния все инструменты IPE, включая Brent, мазут, природный газ и электроэнергию были переведены на электронные площадки ICE, а сама International Petroleum Exchange сменила название на ICE Futures.
2003 год — начало сотрудничества с Chicago Climate Exchange (CCX, Чикагской климатической биржей). В рамках партнерства инструменты ССХ — квоты на выбросы парниковых газов в атмосферу — были размещены в торговой системе ICE.
В 2005 акции ICE размещаются на Нью-Йоркской фондовой бирже. Позже акции биржи включаются в расчеты индексов Russell 1000 и S&P 500.
2007 год — приобретение New York Board of Trade (NYBOT, Нью-Йоркская торговая палата) за $9.9 млрд и смена её названия на ICE Futures US. NYBOT известна тем, что с 1870 года развивает рынок срочных контрактов на сельскохозяйственную продукцию. В её состав входило несколько торговых площадок: New York Cotton Exchange, Coffee, Sugar and Cocoa Exchange. Соответственно, после этого слияния ICE добавила в ассортимент своих инструментов фьючерсы на какао, кофе, хлопок, сахар-сырец и апельсиновый сок.
В том же году произошло поглощение канадской биржи Winnipeg Commodity Exchange, на которой с 1887 года развивалась торговля контрактами на сельскохозяйственную продукцию. Сейчас в рамках ICE эта торговая площадка специализируется на торговле зерновыми культурами под именем ICE Futures Canada. Биржа считается бенчмарком для определения цены на свой основной продукт — канолу (растительное масло, производящееся из специальных сортов рапса).
Тогда же состоялось слияние с ChemConnect. Эта торговая площадка оперировала крупными партиями химической и промышленной продукции среди 9 тысяч компаний из 150 стран. По итогам сделки торги ChemConnect перетекли в электронные платформы ICE.
2008 год — заключено соглашение с TMX Group (Канада) о торговле внебиржевыми контрактами на природный газ. В 2011 году на электронных площадках ICE стартуют торги инструментами канадского рынка Natural Gas Exchange (NGX).
2010 год — покупка Climate Exchange (Климатической биржи) и European Climate Exchange (Европейской климатической биржи) за $622 млн. Контракты на углекислый газ (СО2) этих двух биржевых площадок теперь торгуются в рамках секции ICE Futures Europe, которая за счет этого стала крупнейшим оператором контрактов на СО2.
2013 год — в ноябре было получено разрешение от регулирующих органов на приобретение NYSE Euronext, договоренность о сделке была достигнута годом ранее. Сумма сделки составила $ 8,2 млрд, по её итогам ICE стала крупнейшим в мире оператором срочного рынка и лидером по биржевым оборотам и объёмам торгов.
2014 год — ICE выделила в отдельную компанию Euronext (без LIFFE) и в июне провела её IPO, продав 60 % акций. За неделю до первичного размещения, группа европейских банков и финансовых групп, среди которых Banco Espirito Santo, BNP Paribas, Societe Generale и Euroclear, приобрела долю Euronext в 33 % с дисконтом 4 % от цены IPO с условием не продавать свои акции в течение трех лет.
2018 год — ICE купила Чикагскую фондовую биржу.

## Биржа сегодня
Торговые площадки ICE поделены на несколько секций.
см. Intercontinental Exchange Futures (ICE Futures)

### ICE Futures U.S.
Здесь трейдеры могут торговать такими финансовыми инструментами, как индексы группы Russell, индекс американского доллара и валюта, а также опционы и фьючерсы товарной группы: на сахар, кофе, хлопок, замороженный апельсиновый сок, зерновые культуры. Лидерами по объёмам торгов в 2013 году были фьючерсы на индексы группы Russel, а среди сельскохозяйственных товаров безусловное лидерство принадлежит контрактам на сахар.

### ICE Futures Europe
Площадка предлагает торги фьючерсными и опционными контрактами на энергоносители: нефть и нефтепродукты, уголь, электроэнергию, выбросы углекислого газа, сжиженный природный газ, жидкие природные газы. Самые высокие объёмы торгов стабильно демонстрирует нефть Brent Crude. За ней следуют Gas Oil (газойль), WTI (нефть марки Texas light sweet) и другие нефтепродукты. Замыкает список энергетических лидеров по объёмам уголь.

### ICE Futures Canada
Эта площадка привлекает внимание пулом торгующихся там контрактов на зерновые культуры: ячмень, канолу, разнообразные сорта пшеницы. Безусловный лидер по объёму торгов и ликвидности в группе сельскохозяйственной продукции на бирже ICE Futures Canada — зерновая культура канола.